# David Leclerc
David Leclerc, maître imprimeur à Paris entre 1588 et vers 1613 (défunt avant 1616). Il imprima les œuvres de François Viète, à l'instigation de Marino Ghetaldi.

## Biographie
On sait fort peu de choses de la vie de David Leclerc. Fils probable de Jehan Leclerc, imprimeur et de Jehanne Malo, sise rue Frementel, en la maison de L'Estoile d'or. Son frère, également nommé Jean, était tailleur d'histoires. David signe la même année rue Saint-Jacques, au petit Bec, puis devant le Collège de Marmouttier, Aux Trois Mores, et enfin Au Petit-Corbeil, rue Frémentelle, en 1606.

## Œuvres
- Julian Lepaulmier de Grentemesnil ; De vino & pomaceo (1588)

- Cousin le Jeune  : Livre de Pourtraicture ; paru une première fois en 1571 et réimprimé en 1589, aucun exemplaire n'a été retrouvé à ce jour. réimprimé juste après la mort de Cousin, à Paris,  en 1595 avec des planches gravées de Jean Leclerc, son frère ou son père.

- Eglogue sur la resjouissance de la venue à Paris d'Henri de Bourbon, prince de Condé, premier prince du sang. (1595)

- Daigaliers ou Pierre de Laudun : les Tragédies du Martyre de Saint Sébastien, Tragédie en cinq Actes, en vers, avec des Chœurs er un Prologue, dédiée à M. le Duc d'Uzés, et une seconde des Horaces. Une Poétique et une Franciade, à la tête de laquelle est son portrait, gravé à l'âge de vingt-cinq ans. Ses pièces sont imprimées dans un volume qui a pour titre, Poésies de Pierre Laudun Daigaliers, imprimé en 1596, in-12, chez David Leclerc.

- François Viète Apollonius Gallus (1600) et, en collaboration avec et Marino Ghetaldi :  De Numerosa potestate (1601).
- Jacques Aleaume, Aurelii Confutatio problematis ab Henrico Monantholio ...(1600)

- Jérôme Bignon ;Traicté sommaire de l'élection des papes. (1605)

- La sentence de Monsieur le prévôt de Paris donnée contre Angoullevent. (1605)

- Histoire de France, avec les portraits des roys, depuis Pharamond jusques au Roy Henry IIII à présent regnant (1605).

- Barthélemy de Laffemas : Instruction du plantage des meuriers pour Messieurs du Clergé (1605).

- Les Œuvres de Virgile Maron, traduites de Latin en (vers) François par Robert et Antoine le Chevalier d'Agnaux, frères de Vire en Normandie et dédiées au roi, troisième édition, à Paris (1607).

- Flurance-Rivault ; Le Phoenix d'Achille, en la personne duquel est dépeint le precepteur d'un grand prince. (1607)

- Juste Lipse : Les politiques, ou Doctrine civile où est principalement discouru de ce qui appartient à la Principauté : avec le traicté De la constance, pour se resoudre à supporter les afflictions publiques : revue & corrigé, outre les précédentes impressions. (1609)

- Les Œuvres de Feu M. Claude Fauchet Premier Président de la Cour des Monnoyes. reveues et corrigées en ceste dernière édition, suppleées et augmentées sur la copie, mémoires et papiers de l'autheur, de plusieurs passages et additions en divers endroits, chez David Le Clerc et chez Jean de Heuqueville, À Paris, 1610. 5 parties en 2 vol.

- François Pyrard : Traité et description des Animaux, arbres & fruicts des Indes Orientales (au petit Corbeil, prés le puits Certain, 1611)

- Nicolas Prou Des Carneaux : Traicté de la cosmographie (1613).

## Sources
- Charles Nodier: Bulletin du bibliophile et du bibliothécaire .. (1800)
- Pierre Woeiriot - Etude Sur Jean Cousin.